# Kati Horna
Kati Horna (Szilasbalhás, imperio austrohúngaro, 19 de mayo de 1912-Ciudad de México, 19 de octubre de 2000) fue una fotógrafa anarquista nacida en Hungría y nacionalizada mexicana.

## Biografía
Kati Deutsch, nombre original de la artista, fue la menor de tres hermanas de una familia judía acomodada, ya que su padre trabajaba como banquero. Desde que era joven su madre le insistió en que debía tener una carrera para valerse por sí misma; por ello, en 1931 se trasladó a Berlín, Alemania para comenzar a aprender fotografía. Ahí se relacionó con el grupo de Bertolt Brecht y con el Bauhaus, al tiempo que trabajaba para la agencia Dephot (Deutsche Photodienst). Con la escalada del nazismo, Kati Deutsch regresó a Budapest, para encontrarse con que su padre ya había sido apresado. En ese momento su madre decidió financiarle un curso en el taller del fotógrafo Jósef Pécsi, a quien Kati consideraría su maestro.

### Vida en París
Al término del curso con Jósef Pécsi en 1933, Kati Deutsch huye a París, donde trabajó retocando fotografías de moda y fotos fijas para cine. Ahí conoció y convivió y fue pareja del fotógrafo Robert Capa, cuyo nombre entonces era Endre Friedmann, nacido en 1913, quien luego "americanizó" su nombre al trasladarse a París. También se reencontró con Chiki Weisz, quien en ese momento manejaba el estudio de Capa y con quien más tarde se encontraría en México. En esta ciudad completó su formación y realizó varios reportajes para la agencia francesa Agence Photo. De esta época son sus famosos trabajos titulados El mercado de las pulgas (1933) y Reportaje de los cafés de París (1934).
En este lugar también surgiría su primer encuentro con el surrealismo con su acercamiento a la Asociación de Artistas Alemanes en París, que se reunían en el Café des fleurs en Montparnasse. Con uno de ellos, Wolfang Burger, desarrolló la serie Hitler Eye, que consiste en imágenes de un huevo parodiando a Hitler.

### Guerra civil española
En 1936, año en que estalló la guerra civil española, Kati Deutsch, con su cámara Rolleiflex y con ideales anarquistas, viaja a Barcelona y a Valencia. Hace este viaje junto con Robert Capa como fotorreportera encomendada por la Confederación Nacional del Trabajo para retratar la situación de los pueblos colectivizados de Aragón, que tenían como objetivo servir como propaganda al gobierno republicano en el exterior del país. Durante esa misma época, otras fotógrafas, como Tina Modotti y Gerda Taro, llegaron a España para documentar la lucha armada. 
En Barcelona, Kati Deutsch trabajó para distintos organismos y publicaciones republicanas. Entre ellos destaca su trabajo como colaboradora en las publicaciones anarquistas Tierra y libertad, Tiempos Nuevos y Mujeres libres, así como su trabajo como redactora en la revista Umbral: semanario de la Nueva Era, donde conoció a José Horna, quien pronto se haría su marido y de quien tomaría el nombre. A la vez fotografió la vida cotidiana en distintas poblaciones, imágenes que han sido reconocidas por su emotividad.
José Horna se desempeñaba en ese momento como cartógrafo para los republicanos. Sin embargo, pronto es apresado por los nacionalistas, por lo que Kati Horna lo ayuda a escapar hacia París, llevándose los negativos de sus fotografías consigo y que no mostraría hasta el año de 1979, cuando la democracia ya estaba establecida en España y los puso a disposición del Ministerio de Cultura.
A su llegada a París, Kati Horna siguió trabajando, destacando su cuento visual Lo que va al cesto (1939). Sin embargo, con la invasión nazi a Francia y al no tener papeles la pareja corría el riesgo de ser arrestada, por lo que deciden pedir ayuda a la Embajada Mexicana, que por órdenes del presidente Lázaro Cárdenas estaba aceptando a gente refugiada.

### Exilio y vida en México
Kati y José Horna llegan al puerto de Veracruz, México, en octubre de 1939 y se trasladan a la Ciudad de México. Una vez establecidos ahí, Kati Horna se reencuentra con su amigo Chiki Weisz, quien era pareja de la pintora surrealista de origen inglés Leonora Carrington. Ahí los Horna crean vínculos con otros artistas e intelectuales que vivían en el exilio, como Gunther Gerzso, Walter Gruen, Remedios Varo y Benjamin Péret, quienes se reúnen en su casa en la calle de Tabasco, en la colonia Roma.
Sin embargo, la amistad que Kati Horna estableció con las pintoras surrealistas Remedios Varo y Leonora Carrington sería de gran relevancia, no sólo para su vida en México, sino para su obra. Para 1943 las tres vivían en la colonia Roma, por lo que compartían gran parte de su tiempo y sus labores cotidianas. De ahí surgió una serie de retratos e imágenes surrealistas, pues Horna colaboró con las pintoras y las retrató.
En 1963, la muerte de José Horna y Remedios Varo unió más a Leonora Carrington y a Kati Horna, con lo que comenzaron a trabajar en proyectos juntas. Entre estas colaboraciones están las fotografías que tomó de los espectáculos montados por Alejandro Jodorowsky, entre el que destaca Penélope, para el que Carrington diseñó la escenografía y el vestuario.
La fotógrafa también colaboró con importantes publicaciones como: Mujeres, S.nob —donde publicó fotografías con tendencia surrealista—, Mapa (1940), Revista de la Universidad de México (1958 a 1964), Tiempo (1962), Perfumes y modas (1956), México this Mouth (1961-1965), Revista de Revistas (1963). Además, trabajó como profesora de fotografía en la Escuela Nacional de Artes Plásticas de la Universidad Nacional Autónoma de México (1973-1999) y en la Universidad Iberoamericana. Entre sus fotorreportajes más destacados se encuentran: La Castañeda (1945), Fetiches de S.nob (1962), Sucedió en Coyoacán (1962), Mujer y Máscara (1963) y Una noche en el sanatorio de muñecas (1963).
Otra de sus facetas fue la de fotógrafa de arquitectura, en la que participó con arquitectos como Pedro Ramírez Vázquez, Carlos Lazo y Ricardo Legorreta haciendo memorias de distintas construcciones. Algunas de estas fotografías aparecieron en las revistas Arquitectos de México, Arquitectura ENA, Obras, Arquitectura y Calli.
Kati Horna falleció en octubre del año 2000. Su trabajo es motivo de frecuentes exposiciones y homenajes tanto en España como en México y otros países. Sin embargo, se cree que su trabajo no es tan conocido porque en vida se negó a participar en exposiciones o hacerse publicidad, por lo que gran parte de sus fotos, especialmente su obra surrealista, fueron encontradas por su hija después de su muerte.

## Recuperación del archivo perdido

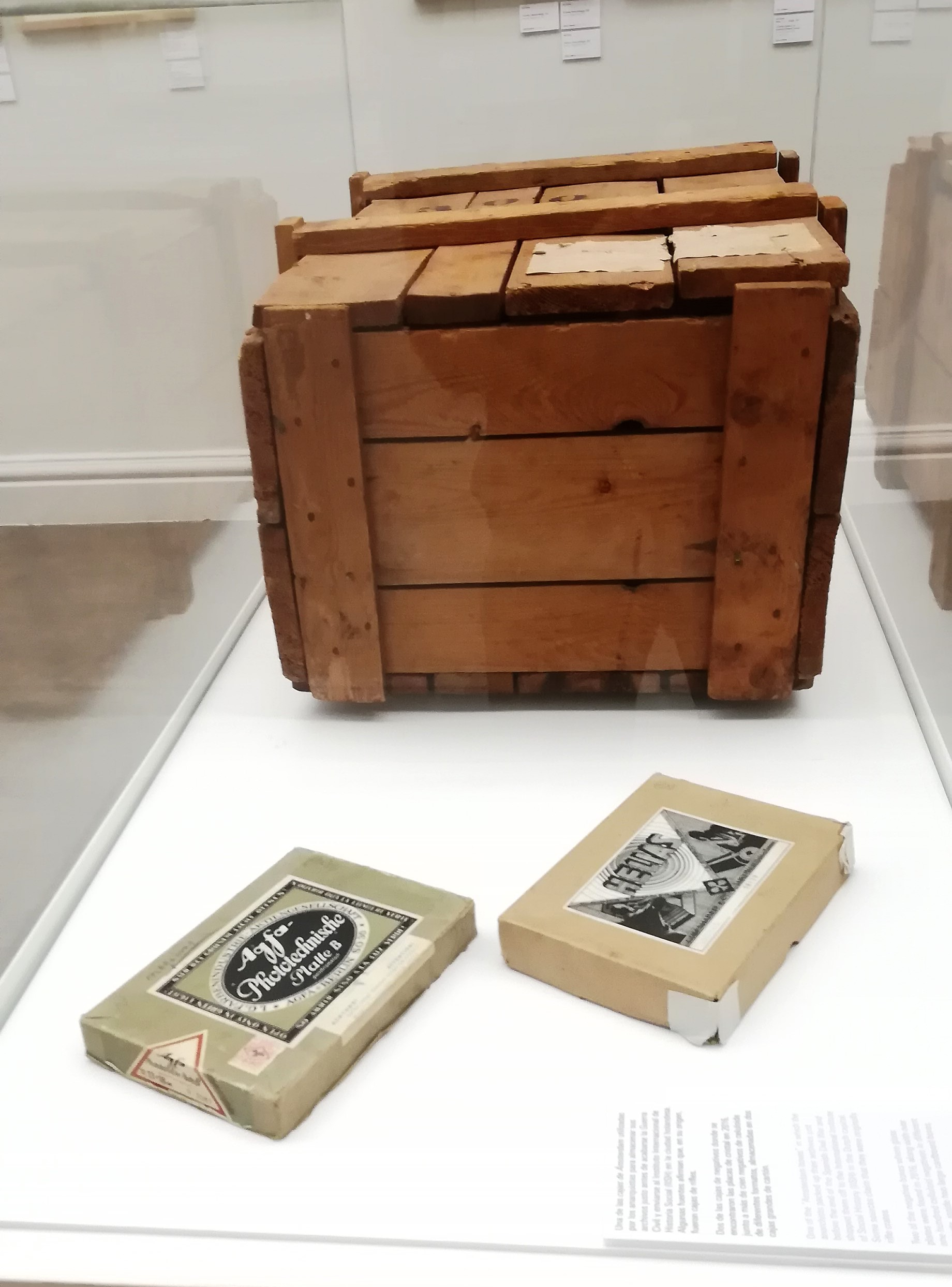
Cajas para fotografías en la exposición en Madrid 2022

En 2016, la historiadora del arte Almudena Rubio descubrió en el Instituto Internacional de Historia Social (IIHS) de Ámsterdam las fotos perdidas de la guerra civil española que Horna había realizado por encargo para la CNT-FAI para trabajar en el departamento de difusión del papel de los anarquistas españoles durante la Segunda República. El legado se consideró perdido en España como consecuencia de la guerra, salvo una lata que la propia fotógrafa húngara consiguió llevarse y que se encuentra desde 1983 en el Centro Documental de la Memoria Histórica de Salamanca. Rubio recuperó más de 500 negativos sobre la guerra en cajas cerradas desde 1939 y comenzó su análisis y estudio.

## Exposiciones
- 1992: Kati Horna. Fotografías de la guerra civil española (1937-1938), sala de exposiciones de la Universidad de Salamanca (España)
- 29 de octubre - 21 de noviembre de 2009: Retratos de la contienda, Palacio de la Merced, Córdoba (España)
- 19 de junio - 12 de septiembre de 2010: Surreal Friends: Leonora Carrington, Remedios Varo and Kati Horna, Pallant House Gallery, Chichester (Reino Unido)
- 14 de septiembre - 26 de noviembre de 2012: Nostalgia por lo perdido / asombro por lo encontrado, Museo de Arte Contemporáneo de Oaxaca - MACO (México)
- 7 de diciembre de 2013 - 28 de abril de 2014: Kati Horna, Museo Amparo, Puebla (México). La exposición luego se presentó bajo el mismo título en el Musée du Jeu de Paume, París (Francia) del 3 de junio al 21 de septiembre de 2014, y Museo de Arte Contemporáneo de Monterrey - MARCO (México) del 30 de enero al 24 de mayo de 2015
- 14 de septiembre - 17 de diciembre de 2016: Told and Untold: The Photo Stories of Kati Horna in the Illustrated Press, Americas Society, Nueva York (EE. UU)[13]
- 1 de diciembre de 2016 - 22 de enero de 2017: Exposición fotográfica. La mirada de Kati Horna. Guerra y Revolución (1936-1939) Centro del Carmen, Valencia (España)[14]
- 8 de noviembre - 3 de diciembre de 2017: La mirada de Kati Horna. Guerra y revolución (1936-1939). Casa Revilla, Valladolid (España).[15][16]
- 8 de marzo de 2020: Las cajas de Amsterdam: Margaret Michaelis y Kati Horna, fotógrafas de CNT-FAI en la Guerra Civil. Fundación Anselmo Lorenzo, Madrid (España)[17]
- 3 de junio de 2022: Las cajas de Ámsterdam: Kati Horna y Margaret Michaelis en la Guerra Civil. Calcografía Nacional, Madrid, (España), dentro de la Sección Oficial de PHotoEspaña) 2022[18]
- 4 de julio - 27 de agosto de 2023: Las cajas de Ámsterdam: Kati Horna y Margaret Michaelis en la Guerra Civil, Sala La Pasión, Valladolid, PhotoEspaña 2023[19]